# رودريك بريفا
رودريك بريفا (بالإنجليزية: Roderick Briffa)‏ (24 أغسطس 1981 ببيركيركارا في مالطا - ) هو لاعب كرة قدم مالطي في مركز الظهير. شارك مع منتخب مالطا تحت 19 سنة لكرة القدم ومنتخب مالطا تحت 21 سنة لكرة القدم ومنتخب مالطا لكرة القدم. أما مع النوادي، فقد لعب مع سلايما واندريرز ونادي بيركيركارا ونادي فاليتا وPietà Hotspurs F.C. ‏.

## مسيرته الكروية
لعب رودريك بريفا خلال مسيرته الاحترافية مع 5 أندية في أربعة وعشرون موسمًا وسجل خلالها 44 هدفًا ضمن 427 مباراة. حيث فاز في ستة مواسم بالكأس وفي ستة مواسم بالدوري.
خاض رودريك بريفا مسيرته مع نادي بيركيركارا في موسم 1998–99 في المرة الأولى واستمر معه طيلة ثلاثة مواسم ثم في موسم 2002–03 ليلعب معه ستة مواسم ثم في موسم 2019–20 لمدة موسم واحد، مشاركًا طوالها في 121 مباراة سجل خلالها 11 هدفًا. ثم انتقل إلى Pietà Hotspurs F.C. ‏ في موسم 2001–02 لمدة موسم واحد، حيث شارك في 11 مباراة سجل خلالها هدفًا واحدًا. لينتقل بعدها إلى نادي سلايما واندريرز في موسم 2007–08 ولمدة موسمين، مشاركًا في 36 مباراة سجل خلالها 5 أهداف. ثم انتقل إلى نادي فاليتا في موسم 2008–09 ليلعب معه تسعة مواسم، مشاركًا في 212 مباراة سجل خلالها 27 هدفًا. هذا وانتقل لاحقًا إلى نادي غزيرا يونايتد في موسم 2017–18 ولمدة موسمين، مشاركًا في 47 مباراة ولم يسجل أي هدف.

## وصلات خارجية
- رودريك بريفا على موقع الاتحاد الدولي (مؤرشف)  (الإنجليزية)
- رودريك بريفا على موقع الاتحاد الأوربي (الإنجليزية)
- رودريك بريفا على موقع قاعدة بيانات كرة القدم.إي يو (الإنجليزية)
- رودريك بريفا على موقع ناشيونال فوتبول تيمز (الإنجليزية)
- رودريك بريفا على موقع Soccerway.com (الإنجليزية)